# Европско првенство у кошарци 2011 — Група Д
Група Б на Европском првенству у кошарци 2011. је своје утакмице играла између 31. августа и 5. септембра 2011. Све утакмице ове групе су игране у Клајпедска арени, Клајпеда, Литванија.
Група је састављена од репрезентација Словеније, Русије, Белгије, Грузије, Бугарске и Украјине. Три најбоље репрезентације су прошле у други круг такмичења.

## 31. август

### Белгија — Грузија
| 31. август 15:30 | Извештај | Белгија                                                                     | 59 : 81 | Грузија                                      | Клајпедска арена, Клајпеда Гледаоци: 2.000 Судије: Хуан Артеага (ШПА), Сефи Шемеш (ИЗР), Чаба Цифра (МАЂ) |  |
| 31. август 15:30 | Извештај | Четвртине: 11:20, 13:17, 18:21, 17:23                                       |         |                                              | Клајпедска арена, Клајпеда Гледаоци: 2.000 Судије: Хуан Артеага (ШПА), Сефи Шемеш (ИЗР), Чаба Цифра (МАЂ) |  |
| 31. август 15:30 | Извештај | Поени: К. Бегин 13 Скокови: К. Бегин 6 Асистенције: С. В. Росом, К. Бегин 4 |         | З. Пачулија 16 В. Саникидзе 11 3 играча по 4 | Клајпедска арена, Клајпеда Гледаоци: 2.000 Судије: Хуан Артеага (ШПА), Сефи Шемеш (ИЗР), Чаба Цифра (МАЂ) |  |

### Словенија — Бугарска
| 31. август 18:00 | Извештај | Словенија                                                         | 67 : 59 | Бугарска                               | Клајпедска арена, Клајпеда Гледаоци: 1.200 Судије: Хуан Артеага (ШПА), Олегс Латисевс (ЛЕТ), Томас Јасевичиус (ЛИТ) |  |
| 31. август 18:00 | Извештај | Четвртине: 17:13, 12:12, 18:15, 20:19                             |         |                                        | Клајпедска арена, Клајпеда Гледаоци: 1.200 Судије: Хуан Артеага (ШПА), Олегс Латисевс (ЛЕТ), Томас Јасевичиус (ЛИТ) |  |
| 31. август 18:00 | Извештај | Поени: Е. Лорбек 18 Скокови: Е. Лорбек 9 Асистенције: Г. Драгић 6 |         | Е. Роуланд 20 Д. Иванов 11 Д. Иванов 2 | Клајпедска арена, Клајпеда Гледаоци: 1.200 Судије: Хуан Артеага (ШПА), Олегс Латисевс (ЛЕТ), Томас Јасевичиус (ЛИТ) |  |

### Русија — Украјина
| 31. август 21:00 | Извештај | Русија                                                                   | 73 : 64 | Украјина                            | Клајпедска арена, Клајпеда Гледаоци: 2.300 |  |
| 31. август 21:00 | Извештај | Четвртине: 15:11, 13:13, 25:26, 20:14                                    |         |                                     | Клајпедска арена, Клајпеда Гледаоци: 2.300 |  |
| 31. август 21:00 | Извештај | Поени: А. Кириленко 20 Скокови: А. Кириленко 11 Асистенције: В. Хрјапа 4 |         | С. Лишчук 13 О. Печеров 9 С. Берт 6 | Клајпедска арена, Клајпеда Гледаоци: 2.300 |  |

## 1. септембар

### Бугарска — Белгија
| 1. септембар 15:30 | Извештај | Бугарска                                                    | 68 : 65 | Белгија                                   | Клајпедска арена, Клајпеда Гледаоци: 1.000 |  |
| 1. септембар 15:30 | Извештај | Четвртине: 14–13, 18–20, 24–19, 12–13                       |         |                                           | Клајпедска арена, Клајпеда Гледаоци: 1.000 |  |
| 1. септембар 15:30 | Извештај | Поени: Роуленд 22 Скокови: Виденов 8 Асистенције: Роуленд 2 |         | Van Rossom 17 van den Spiegel 8 Lauwers 4 | Клајпедска арена, Клајпеда Гледаоци: 1.000 |  |

### Грузија — Русија
| 1. септембар 18:00 | Извештај | Грузија                                                            | 58 : 65 | Русија                         | Клајпедска арена, Клајпеда Гледаоци: 2.100 |  |
| 1. септембар 18:00 | Извештај | Четвртине: 16–20, 11–20, 18–12, 13–13                              |         |                                | Клајпедска арена, Клајпеда Гледаоци: 2.100 |  |
| 1. септембар 18:00 | Извештај | Поени: Маркоишвили 21 Скокови: Саникидзе 8 Асистенције: Цинцадзе 3 |         | Кириленко 20 Хрјапа 6 Хрјапа 7 | Клајпедска арена, Клајпеда Гледаоци: 2.100 |  |

### Украјина — Словенија
| 1. септембар 21:00 | Извештај | Украјина                                             | 64 : 68 | Словенија                         | Клајпедска арена, Клајпеда Гледаоци: 2.800 |  |
| 1. септембар 21:00 | Извештај | Четвртине: 12–18, 8–23, 18–16, 26–11                 |         |                                   | Клајпедска арена, Клајпеда Гледаоци: 2.800 |  |
| 1. септембар 21:00 | Извештај | Поени: Берт 14 Скокови: Лишчук 5 Асистенције: Берт 5 |         | Бегић 14 Бегић, Мурић 7 Лакович 6 | Клајпедска арена, Клајпеда Гледаоци: 2.800 |  |

## 3. септембар

### Украјина — Бугарска
| 3. септембар 15:30 | Извештај | Украјина                                                   | 67 : 56 | Бугарска                                         | Клајпедска арена, Клајпеда Гледаоци: 900 |  |
| 3. септембар 15:30 | Извештај | Четвртине: 16–14, 18–11, 19–13, 14–18                      |         |                                                  | Клајпедска арена, Клајпеда Гледаоци: 900 |  |
| 3. септембар 15:30 | Извештај | Поени: Колченко 18 Скокови: Кравцов 10 Асистенције: Берт 4 |         | Костов, Виденов 10 Виденов, Варбанов 8 Роуленд 5 | Клајпедска арена, Клајпеда Гледаоци: 900 |  |

### Словенија — Грузија
| 3. септембар 18:00 | Извештај | Словенија                                                 | 87 : 75 | Грузија                          | Клајпедска арена, Клајпеда Гледаоци: 2.500 |  |
| 3. септембар 18:00 | Извештај | Четвртине: 15–25, 25–15, 19–18, 28–17                     |         |                                  | Клајпедска арена, Клајпеда Гледаоци: 2.500 |  |
| 3. септембар 18:00 | Извештај | Поени: Лакович 22 Скокови: Лорбек 6 Асистенције: Драгић 5 |         | Пачулиа 22 Шенгелиа 7 Цинцадзе 6 | Клајпедска арена, Клајпеда Гледаоци: 2.500 |  |

### Русија — Белгија
| 3. септембар 21:00 | Извештај | Русија                                                    | 79 : 59 | Белгија                           | Клајпедска арена, Клајпеда Гледаоци: 2.900 |  |
| 3. септембар 21:00 | Извештај | Четвртине: 21–16, 16–16, 20–16, 22–10                     |         |                                   | Клајпедска арена, Клајпеда Гледаоци: 2.900 |  |
| 3. септембар 21:00 | Извештај | Поени: Фридзон 22 Скокови: Хрјапа 10 Асистенције: Биков 7 |         | Фаизон 14 Де Зеув 12 три играча 2 | Клајпедска арена, Клајпеда Гледаоци: 2.900 |  |

## 4. септембар

### Грузија — Украјина
| 4. септембар 15:30 | Извештај | Грузија                                                                          | 69 : 53 | Украјина                                         | Клајпедска арена, Клајпеда Гледаоци: 1.800 |  |
| 4. септембар 15:30 | Извештај | Четвртине: 10–17, 20–16, 21–11, 18–9                                             |         |                                                  | Клајпедска арена, Клајпеда Гледаоци: 1.800 |  |
| 4. септембар 15:30 | Извештај | Поени: Цинцадзе, Маркоишвили 14 Скокови: Саникидзе 12 Асистенције: Маркоишвили 5 |         | Берт, Печеров 11 три играча 4 Берт, Забирченко 5 | Клајпедска арена, Клајпеда Гледаоци: 1.800 |  |

### Бугарска — Русија
| 4. септембар 18:00 | Извештај | Бугарска                                                  | 77 : 89 | Русија                             | Клајпедска арена, Клајпеда Гледаоци: 1.800 |  |
| 4. септембар 18:00 | Извештај | Четвртине: 18–23, 20–19, 21–25, 18–22                     |         |                                    | Клајпедска арена, Клајпеда Гледаоци: 1.800 |  |
| 4. септембар 18:00 | Извештај | Поени: Иванов 23 Скокови: Иванов 8 Асистенције: Роуланд 4 |         | Кириленко 25 три играча 5 Хрјапа 8 | Клајпедска арена, Клајпеда Гледаоци: 1.800 |  |

### Белгија — Словенија
| 4. септембар 21:00 | Извештај | Белгија                                                                   | 61 : 70 | Словенија                      | Клајпедска арена, Клајпеда Гледаоци: 900 |  |
| 4. септембар 21:00 | Извештај | Четвртине: 15–14, 15–15, 17–21, 14–20                                     |         |                                | Клајпедска арена, Клајпеда Гледаоци: 900 |  |
| 4. септембар 21:00 | Извештај | Поени: ван ден Спигл 16 Скокови: ван ден Спигл 7 Асистенције: Ван Росом 7 |         | Драгић 18 Бегић 7 три играча 3 | Клајпедска арена, Клајпеда Гледаоци: 900 |  |

## 5. септембар

### Грузија — Бугарска
| 5. септембар 15:30 | Извештај | Грузија                                                                  | 69 : 79 | Бугарска                      | Клајпедска арена, Клајпеда Гледаоци: 2.000 |  |
| 5. септембар 15:30 | Извештај | Четвртине: 15–19, 22–15, 18–18, 14–27                                    |         |                               | Клајпедска арена, Клајпеда Гледаоци: 2.000 |  |
| 5. септембар 15:30 | Извештај | Поени: Саникидзе 18 Скокови: Саникидзе 9 Асистенције: Саникидзе, Боиса 3 |         | Роуланд 25 Иванов 9 Виденов 7 | Клајпедска арена, Клајпеда Гледаоци: 2.000 |  |

### Словенија — Русија
| 5. септембар 18:00 | Извештај | Словенија                                                | 64 : 65 | Русија                       | Клајпедска арена, Клајпеда Гледаоци: 4.300 |  |
| 5. септембар 18:00 | Извештај | Четвртине: 19–16, 21–18, 15–19, 9–12                     |         |                              | Клајпедска арена, Клајпеда Гледаоци: 4.300 |  |
| 5. септембар 18:00 | Извештај | Поени: Лорбек 14 Скокови: Слокар 9 Асистенције: Лорбек 5 |         | Воронцевич 18 Моња 7 Биков 5 | Клајпедска арена, Клајпеда Гледаоци: 4.300 |  |

### Украјина — Белгија
| 5. септембар 21:00 | Извештај | Украјина                                                     | 74 : 61 | Белгија                          | Клајпедска арена, Клајпеда Гледаоци: 1.300 |  |
| 5. септембар 21:00 | Извештај | Четвртине: 13–16, 30–10, 13–13, 18–22                        |         |                                  | Клајпедска арена, Клајпеда Гледаоци: 1.300 |  |
| 5. септембар 21:00 | Извештај | Поени: Печеров 15 Скокови: Кравцов 16 Асистенције: Лукашов 6 |         | Ван Росом 17 Де Зеув 6 Лауверс 6 | Клајпедска арена, Клајпеда Гледаоци: 1.300 |  |

## Табела
| Табела групе Ц | ИГ | Д | И | П+  | П-  | Разл. | Бод. |
| -------------- | -- | - | - | --- | --- | ----- | ---- |
| Русија         | 5  | 5 | 0 | 371 | 321 | +50   | 10   |
| Словенија      | 5  | 4 | 1 | 356 | 326 | +30   | 9    |
| Грузија        | 5  | 2 | 3 | 352 | 343 | +9    | 7    |
| Бугарска       | 5  | 2 | 3 | 339 | 357 | -18   | 7    |
| Украјина       | 5  | 2 | 3 | 322 | 327 | -5    | 7    |
| Белгија        | 5  | 0 | 5 | 310 | 372 | -62   | 5    |